# Kaningi
Le kaningi (ou lekaningi, bakanike) est une langue bantoue parlée par les Akanigui dans le Haut-Ogooué, une province du Gabon.
En 1990 le nombre de locuteurs était estimé à 6 000.